# John Njoroge
Pour les articles homonymes, voir Njoroge.
John Daniel Njoroge, né le 5 novembre 1984, et mort le 18 octobre 2014 est un cycliste kényan sur route membre du peuple Kikuyus.

## Biographie
John Njoroge commence vraiment le vélo alors qu'il est adolescent et qu'il doit transporter jusqu'à cinquante kilos de lait de la ferme où il travaille au magasins trente à cinquante kilomètre plus loin.
Le 18 octobre 2014, il est renversé par une voiture lors d'une course par étapes aux Philippines et succombe à ses blessures avant d'avoir pu être admis à l’hôpital.

## Palmarès sur route
- 2012
  - 3e du Tour du Rwanda

## Classements mondiaux
| Année           | 2014 |
| --------------- | ---- |
| UCI Africa Tour | 120e |